# Vieux Château à Dachstein
Pour un autre château à Dachstein, voir Château Hervé.
Le vieux château, aussi connu sous les noms d'ancien château des évêques de Strasbourg ou de château de Turckheim est un monument historique situé à Dachstein, dans le département français du Bas-Rhin.

## Historique
Le château est construit, en 1214, par Henri II de Veringen, évêque de Strasbourg.
Le château est dans un site stratégique, au centre des possessions épiscopales du piémont vosgien. Il sert de base militaire et de résidence aux évêques de Strasbourg.
Il devient la résidence de Walter de Hohengeroldseck, évêque de Strasbourg lorsqu'il est chassé de la ville par les bourgeois révoltés. C'est du château qu'il part affronter ces derniers, le 8 mars 1262, à Haubergen. Après sa défaite, il s'y retranche et les Strasbourgeois l'assiègent et y mettent le feu.
En 1278, l'évêque Conrad de Lichtenberg le fait reconstruire.
En 1410, le château est engagé aux Mullenheim-Brantgasse.
En janvier 1421, il est de nouveau assiégé par les Strasbourgeois sans résultat.
En 1439, une attaque des Armagnacs est repoussée.
De 1574 à 1589, l'évêque Frédéric de Blankenheim-Manderscheidt entreprend d'importants travaux de fortification. Un château renaissance est construit dans la basse-cour de l'ancien.
Lors de la guerre des évêques, en 1592, le château est assiégé par les troupes du duc Charles de Lorraine.
En 1610, c'est les troupes de la ligue protestante qui l'attaquent.
En 1633, la ville et le château sont occupés par les Suédois qui sont attaqués par les impériaux un an après. La ville capitule mais le château résiste.
Lors de la guerre de Hollande, en 1675, la place est prise par les troupes françaises de Vaubrun.
En 1718, il est donné en fief par le cardinal de Rohan-Soubise, à son bailli François Antoine Herrenberger.
En 1769, il appartient à Natalis de Régemorte. 
En 1803 le domaine est divisé. L'ancien château épiscopal est acheté par Adrien Brunck de Freundeck. 
En 1865  le château est embelli et agrandi par Eugène Dock dans le style néo-Renaissance. 
L'édifice fait l'objet d'une inscription au titre des monuments historiques depuis 2002.

## Architecture

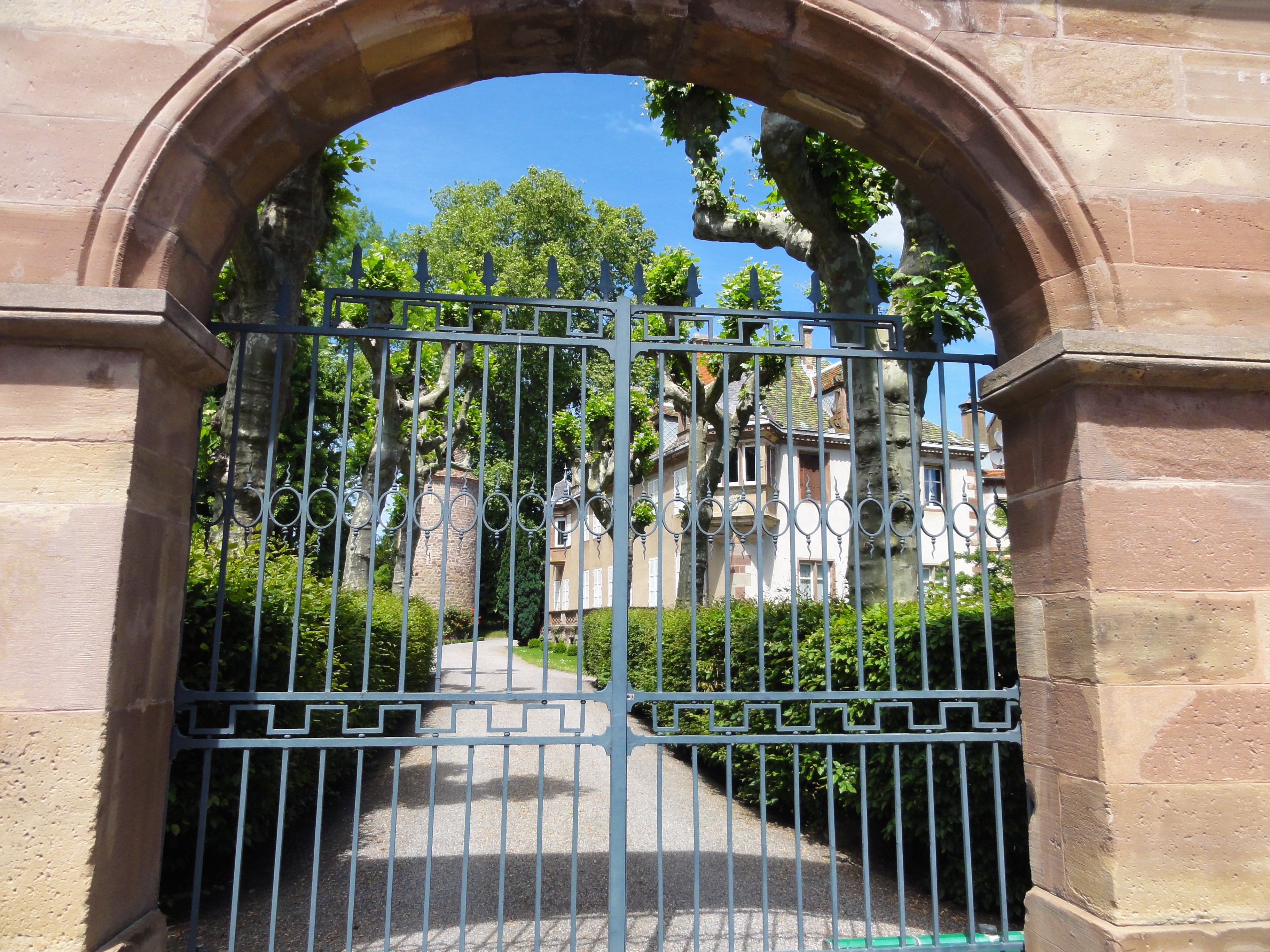
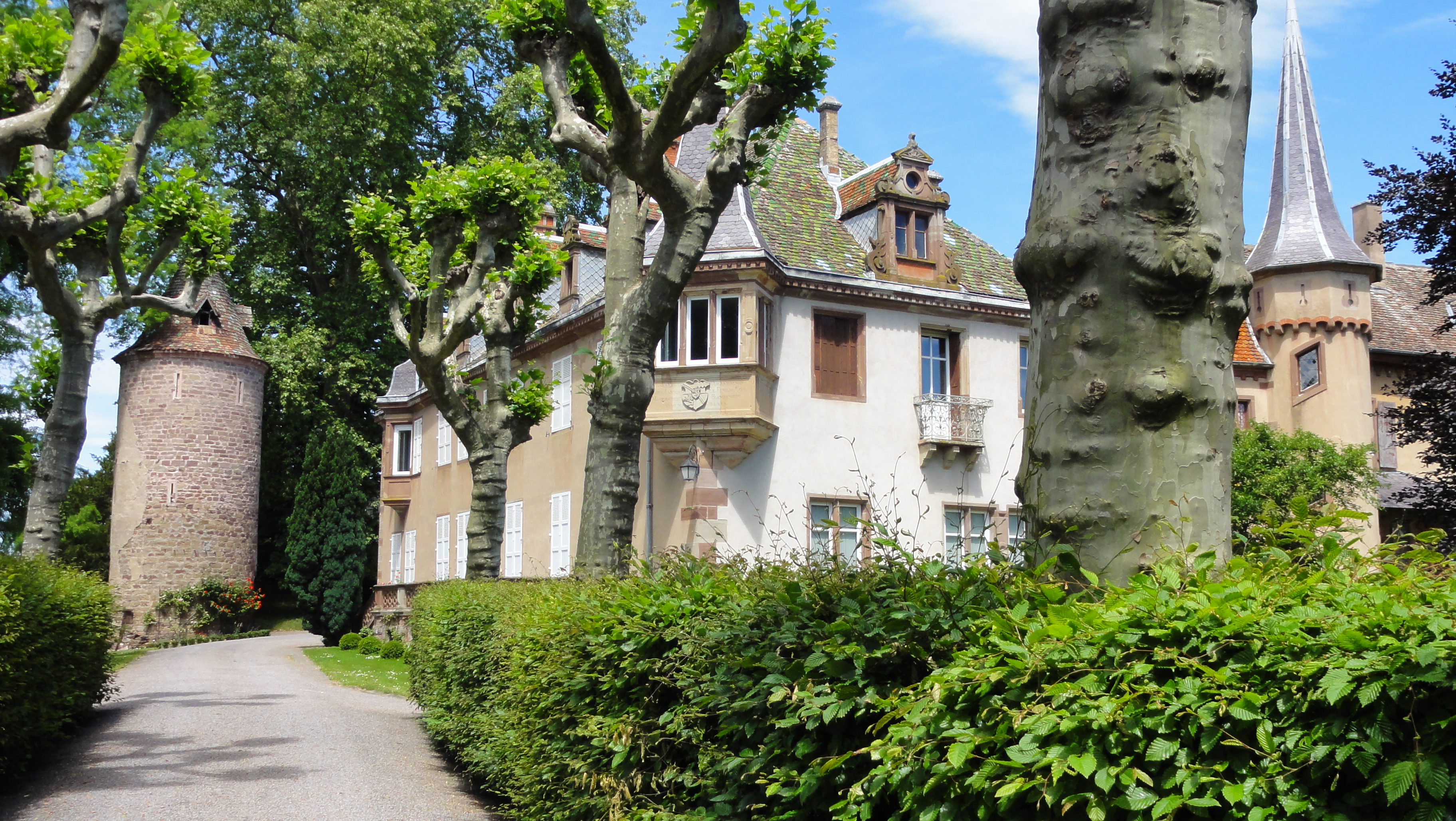
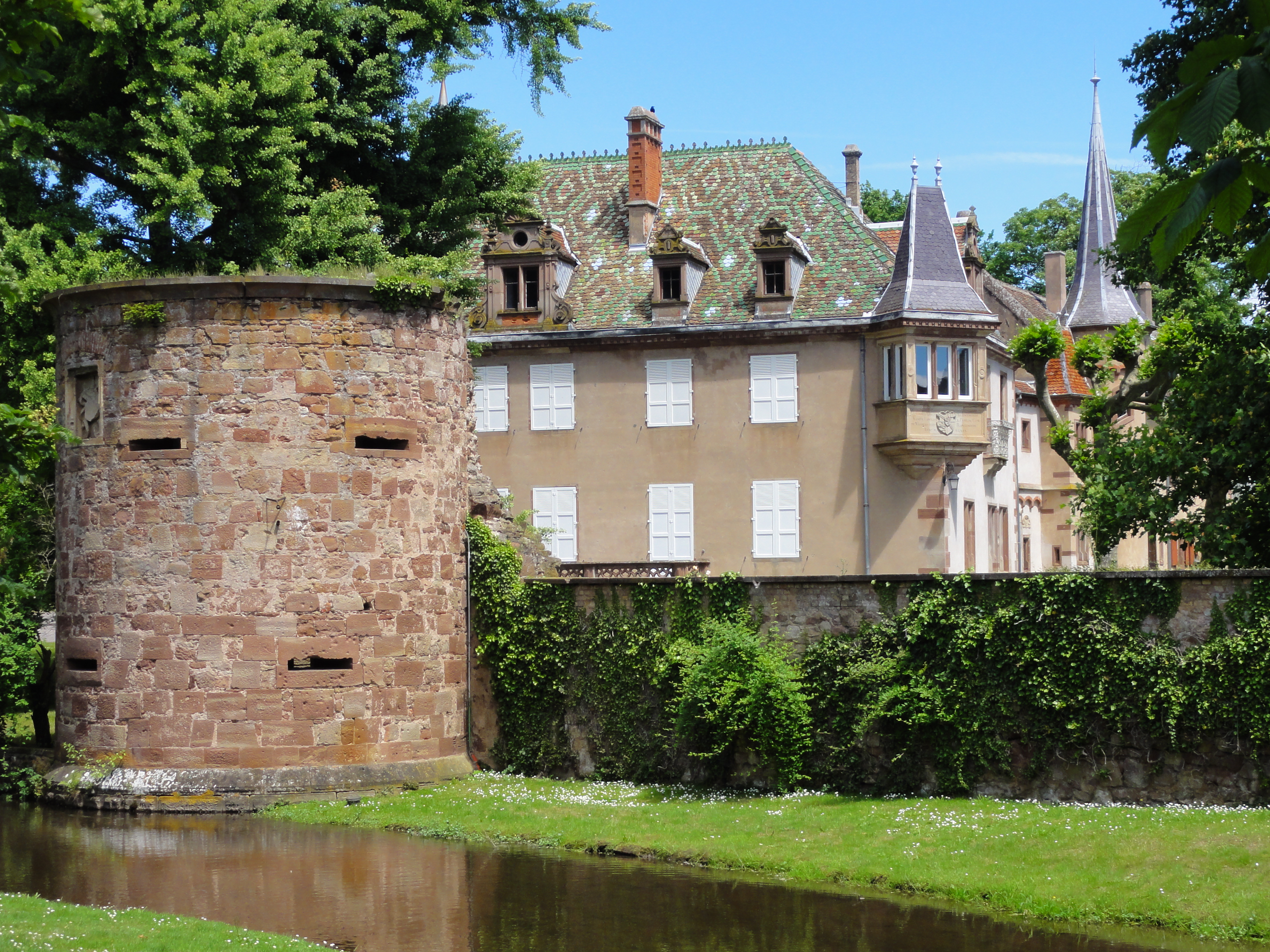